# Ascorhynchus discrepans
Ascorhynchus discrepans là một loài nhện biển trong họ Ascorhynchidae. Loài này thuộc chi Ascorhynchus. Ascorhynchus discrepans được miêu tả khoa học năm 1955 bởi Stock.